# Seo Hae-an
Seo Hae-an (* 1. Juli 1985) ist eine südkoreanische Leichtathletin, die sich auf den Speerwurf spezialisiert hat.

## Sportliche Laufbahn
Erste internationale Erfahrungen sammelte Seo Hae-an im Jahr 2009, als sie bei den Ostasienspielen in Hongkong mit einer Weite von 51,63 m den vierten Platz im Speerwurf belegte. Im Jahr darauf nahm sie an den Asienspielen in Guangzhou teil und gelangte dort mit 55,21 m auf Rang sechs und 2013 wurde sie bei den Asienmeisterschaften in Pune mit 53,87 m Vierte. 
2013 wurde Seo südkoreanische Meisterin im Speerwurf.